# Keds
Keds est une entreprise de confection américaine qui fabrique essentiellement des chaussures de sport. Fondée en 1916 en tant que filiale d'Uniroyal, elle appartient aujourd'hui au groupe Wolverine World Wide.
Dans les années 1960 et 1970, les Keds étaient les chaussures de basket-ball les plus utilisées en NBA.

## Collaborations
En 2010, la chanteuse Taylor Swift lance sa ligne de chaussures en partenariat avec la marque.
En 2018, Jessica Jung lance une ligne de chaussures en partenariat avec Keds et sa propre marque Blanc & Eclare.